# American Ghost Dance
American Ghost Dance е четвъртият издаден сингъл на американската фънк рок група Ред Хот Чили Пепърс. Това е третата песен от албума Freaky Styley.
Записаната 21 години по-късно песен „Humb De Bump“ от албума Stadium Arcadium е вдъхновена именно от „American Ghost Dance“.